# 1er régiment étranger
 (avril 2022).
Le 1er régiment étranger (1er RE) est le plus ancien des régiments de la Légion étrangère de l'Armée de terre française. C'est le régiment de Camerone. Il est stationné au « Camp de la Demande », devenu « Quartier Vienot » à Aubagne depuis 1962, date du transfert de la Légion en France, jusque là stationnée à Sidi Bel Abbès en Algérie française, à la suite de l'indépendance de l'Algérie en 1962.
Créé en 1841, il est le doyen des régiments de la Légion. Au-delà de cet aspect historique, le 1er RE représente l'étape majeure dans le parcours du légionnaire. Celui-ci y commence sa carrière, au centre de sélection et d'incorporation (CSI) et y accomplit ses formalités de départ. Aujourd'hui, ce régiment a une vocation principalement administrative.

## Création et différentes dénominations
- 1er avril 1841 : création du 1er régiment étranger[1].
- 1859 : fusion avec le 2e RE et devient le régiment étranger.
- 14 décembre 1861 : licencié[2].
- 1875 devient Légion étrangère.
- 1er janvier 1885 redevient 1er régiment étranger.

## Liste des chefs de corps du1errégimentétranger
- 1841 Col de Mollenbeck[3]
- 1842 Col Despinoy
- 1843 Col Mouret
- 1846 Col Émile Mellinet
- 1850 Col Lesueur de Givry
- 1851 Col Bazaine
- 1854 Col Vienot mort au champ d'honneur
- 1855 Col Levy
- 1855 Col Martenot de Cordoue
- 1856 Col Meyer
- 1858 Col de Saint-André
- 1858 Col Granchette
- 1858 Col Brayer
- 1859 Col Martinez
- 1862 Col Butet
- 1862 Col Jeanningros
- 1865 Col Lavoignet
- 1865 Col d'Ornano
- 1866 Général Jeanningros
- 1866 Col de Courcy
- 1866 Col Guilhem
- 1867 Col Deplanque
- 1870 Col de Curten
- 1870 Col Thierry
- 1871 Col Chaulan
- 1871 Col de Mallaret
- 1875 Col de Mallaret
- 1881 Col de Negrier
- 1883 Col Grisot
- 1885 Col Grisot
- 1886 Col Wattringue
- 1890 Col Barberet
- 1891 Col Zeni
- 1895 Col de Villebois-Mareuil
- 1896 Col Bertrand
- 1900 Col Dautelle
- 1904 Col René Boutegourd
- 1907 Col Girardot
- 1910 Col Bavouzet
- 1913 Col Boyer
- 1914 Lt-Col Cosman
- 18/11/1914- 11/04/1915 Col Mathias Jules Pierre Tahon
- 1915 Lt-Col Met
- 1916 Lt-Col Heliot
- 1918 Lt-Col Forey
- 1920 Col Boulet-Desbareau
- 1925 Col Rollet
- 1931 Col Nicolas
- 1934 Col Maire
- 1934 Col Debas
- 1935 Col Azan
- 1939 Col Robert
- 1940 Col Flan
- 1940 Col Girard
- 1940 Col Bouty
- 1941 Col Lambert
- 1941 Col Barre
- 1942 Col Vias
- 1943 Lt-Col Gentis
- recréé 1949
- (1949 Col René Babonneau,?)
- 1946 Col Gaultier (ou 1949 ?)
- 1950 Col Pénicaut
- 1953 Col Thomas
- 1955 Col Raberin
- 1er régiment étranger (1955 - 2012)
- 1956 Col Thomas
- 1959 Col Brothier
- 1961 Col Vaillant
- 1963 Col Vadot
- 1966 Col Chenel
- 1968 Col Fuhr
- 1970 Col Letestu
- 1972 Lcl Plantevin
- 1974 Col Riou
- 1976 Col Delsuc mort en service
- 1976 Col Félix Thibout
- 1978 Col Ameline
- 1980 Col Talbourdet
- 1982 Lt-Col Bénézit
- 1984 Col Cler
- 1986 Col Carles
- 1989 Col Bernier
- 1992 Col Cayrou
- 1994 Col Raymond
- 1996 Col Blevin
- 1998 Col Pierson
- 2000 Col Relave
- 2002 Col Guenin
- 2004 Lt-Col Xavier Lantaires
- 2006 Col Jean-François Hackenbruch
- 2008 Col André Labat
- 2010 Col Alban des Courtils
- 2012 Lt-Col Damien de Besombes
- 2014 Col Remy Rousseau
- 2016 Col Guillaume Dujon
- 2019 Col Jérôme Clée
- 2021 Col Arnaud de Peretti
- 2023 Col Louis-Charles Desrousseaux de Medrano
- 2025 Col Pierre Granger

## Historique des garnisons, campagnes et batailles

### 1841 à 1852
Le 1er Régiment étranger (1er RE) est créé en Algérie le 1er avril 1841 à partir des trois premiers bataillons de la Légion.
Au 1er janvier 1849, le 1er RE, sous le commandement du colonel Émile Mellinet, est en garnison à Oran en Algérie.

### Second Empire
Le 6 juillet 1856, il reçoit son drapeau de l'Empereur Napoléon III avant de partir faire campagne en Kabylie.
Il participe d'abord à la pacification de l'Algérie puis est acheminé en Crimée (1853-1856) où il forme une brigade avec son régiment frère, le 2e RE, au sein de la 6e division. Il participe à la bataille de l'Alma et au siège de Sébastopol. Son chef de corps, le colonel Vienot, est tué au combat le 1er mai 1855. Le 7 juin, les ouvrages blancs sont enlevés. Enfin, il participe à la prise de la tour de Malakoff le 8 septembre 1855.
Le régiment participe ensuite à la campagne d'Italie en 1859, au sein de la 2e division d'infanterie du 2e corps d'armée (Mac Mahon), et s'illustre lors de la bataille de Magenta. il rentre triomphalement dans Milan libérée le 7 juin 1859.
À son retour en Algérie, son personnel est licencié le 14 décembre 1861  et le régiment dissous par décret impérial. Ses effectifs sont reversés au 2e Étranger qui change d'appellation le 1er janvier 1862 et devient le « Régiment étranger ».
1861-1867 : expédition du Mexique. Le régiment arrive au Mexique le 25 mars 1863 et débarque le 26 à Veracruz. Sa 3e compagnie se couvre de gloire en se sacrifiant lors de la bataille de Camerone le 30 avril 1863. Les 1er et 2e bataillon participent au siège d'Oaxaca qui capitule en avril 1865. Cette bataille sera inscrite sur le drapeau impérial du régiment puis effacée sur le drapeau républicain qui lui succèdera en 1871. Le 1er mars 1866, le 2e bataillon perd 102 tués au combat de Santa Isabel. Le 13 décembre de la même année, le régiment quitte le Mexique.
Lors de la guerre franco-allemande de 1870, la Légion qui, en droit, ne pouvait jusque là intervenir sur le territoire national, est engagée fin septembre 1870 alors que le régiment est intégré dans le 15e corps (1re brigade, 2e division) de l'armée de la Loire. Il combat aux environs d'Orléans (où le régiment refuse à trois reprises l'ordre de se retirer et où s'illustre le sous-lieutenant à titre étranger Karageorges, futur Pierre 1er de Serbie) en octobre et décembre 1870 puis à Montbéliard en janvier 1871 où il oblige les Prussiens à quitter la ville.

### 1871 à 1914
Durant la Commune de Paris en 1871, le régiment participe avec l'armée versaillaise à la semaine sanglante.
Le régiment retourne en Algérie en juin 1871 (Mascara près d'Oran).
Le 1er janvier 1885 la « Légion étrangère », nom donné au Régiment étranger le 13 mars 1875, se dédouble en deux régiments étrangers constitués chacun de quatre bataillons et d'une compagnie de dépôt.
Lors de l'expédition de Madagascar en 1895-1896, il forme avec le 2e régiment un bataillon de marche qui dépend du Régiment Algérie, de l'armée d'Afrique sous les ordres du colonel Oudri du 2e régiment étranger.
En 1881, le 1er RE est engagé au Maroc (combats de Chellaha du 19 mai) et dans le Sud Oranais (combat de Chott Tigri le 26 avril 1882 où 300 légionnaires affrontent 8 000 dissidents). Le 1er Étranger combat dès 1900 lors de la bataille des Oasis de nouveau dans le Sud-Oranais et les confins marocains. Le 27 janvier 1906, la 3e compagnie du 1er RE écrase le rezzou de Bou Amama qui avait participé au combat d'El Moungar (où la 22e compagnie du 2e RE avait subi de très lourdes pertes, et dont la bataille fut surnommée le « Camerone des sables »).
Dès 1883, les bataillons (1er, 2e) du 1er RE sont envoyés au Tonkin. Ils prennent Sontay le 16 décembre 1883. Du 26 janvier au 3 mars 1884, les 600 hommes de Tuyen-Quang dont 390 légionnaires repoussent 20 000 réguliers chinois.
En 1892, le 1er RE est engagé au Dahomey (actuel Bénin) et débarquent à Cotonou le 22 août. Ils combattent en septembre et en octobre. Les 800 légionnaires de la colonne Faurax affrontent des milliers de combattants du roi Béhanzin et rembarquent victorieux le 17 novembre.
Entre 1892 et 1894, les compagnies du 1er RE interviennent également au Soudan. Le 1er juillet 1893, les légionnaires du lieutenant Betheder et du sergent Minnaêrt se battent avec acharnement à Bossé. Ils perdent 60 tués et blessés au prix d'une victoire qui verra cet héroïque sergent (qui s'est déjà distingué au Tonkin) décoré de la Légion d'honneur pour sa vaillance au feu.
En 1895-96, le régiment fait partie de l'expédition qui va conquérir Madagascar. Si les combats voient l'ennemi vite céder du terrain, les conditions climatiques sont terribles et causent des ravages. Les pertes par maladies sont énormes (200 morts). Les légionnaires s'épuisent à donner le maximum sans se plaindre. On a coutume de dire dans tout le corps expéditionnaire : « quand un troupier de France rentre à l'hôpital, c'est pour être rapatrié, un tirailleur c'est pour guérir, un légionnaire c'est pour mourir ». La pacification débute en 1895 et s'étend jusqu'en 1905, date du retour définitif des unités du 1er RE en Algérie.
L'épopée marocaine commence dès 1906. Le 25 août 1907, le chef de bataillon Provost est tué à Casablanca en repoussant une violente attaque. En 1908, le 1er RE se distingue à Menabah. en 1911, la 22e compagnie du capitaine Labordette perd 29 tués dont son chef à Alouana.

### Première Guerre mondiale
Le régiment ne participe pas directement à la Grande guerre. Il continue à administrer l'institution et à fournir les effectifs pour l'ensemble des unités engagées. En 1914, il forme la totalité ou l'ossature de plusieurs unités.
Au Maroc : le 1er RE fournit l'effectif complet du 1er RM du 1er RE (constitué des 1er, 2e, 6e bataillons). Ces unités combattront  4 ans au prix de 272 tués et s'illustrent à Taza ou à Sidi-Amar. Le 1er RM sera dissous le 15 février 1918 et ses bataillons et compagnies montées deviennent autonomes.
En France : le 1er RE fournit l'ossature des 2e RM, 3e RM et 4e RM (« Légion garibaldienne ») engagés en France, dont l'essentiel de la troupe est constitué d'engagés volontaires pour la durée de la guerre (dont le vainqueur du tour de France François Faber, les poètes Blaise Cendrars, Camil Campanyà ou Alan Seeger). Entre mars et juillet 1915, les 3e et 4e de Marche disparaissent après de terribles pertes. Le 2e de Marche qui sera cité à 2 reprises est anéanti (1 322 tués) avec son régiment frère (2e de Marche du 2e REI) en septembre 1915 lors des combats de Navarrin. Les survivants constitueront le célèbre Régiment de marche de la Légion étrangère (RMLE) qui sera confié au lieutenant-colonel Rollet. Le RMLE sera la seconde unité la plus décorée de l'armée française (après le Régiment d'infanterie coloniale du Maroc, actuel RICM).
En Orient : le 1er REI forme un bataillon de marche pour le Régiment de Marche d'Afrique qui sera engagé en Orient (Dardanelles, Serbie). L'unité est formée à l'origine de 2 compagnies du 1er REI et 2 compagnies du 2e REI. L'état-major vient du 1er REI et le chef de bataillon du 2e REI. Perdant 815 hommes au feu, le bataillon de Légion du RMA sera cité à 3 reprises dont 2 à l'ordre de l'armée avant d'être dissout en 1917.
Au Tonkin, des attaques sont menées par des agitateurs annamites entre août 1915 et juillet 1918. Ses actions se répèteront jusqu'en 1940. Le 4e bataillon perdra 216 de ses hommes pendant cette période.

### Entre-deux-guerres
En 1925, le 1er REI compte 10 000 hommes répartis en 9 bataillons (huit de combat et un d'instruction, le 5e), de 9 compagnies spécialisées et du dépôt commun des régiments étranger (DCRE).

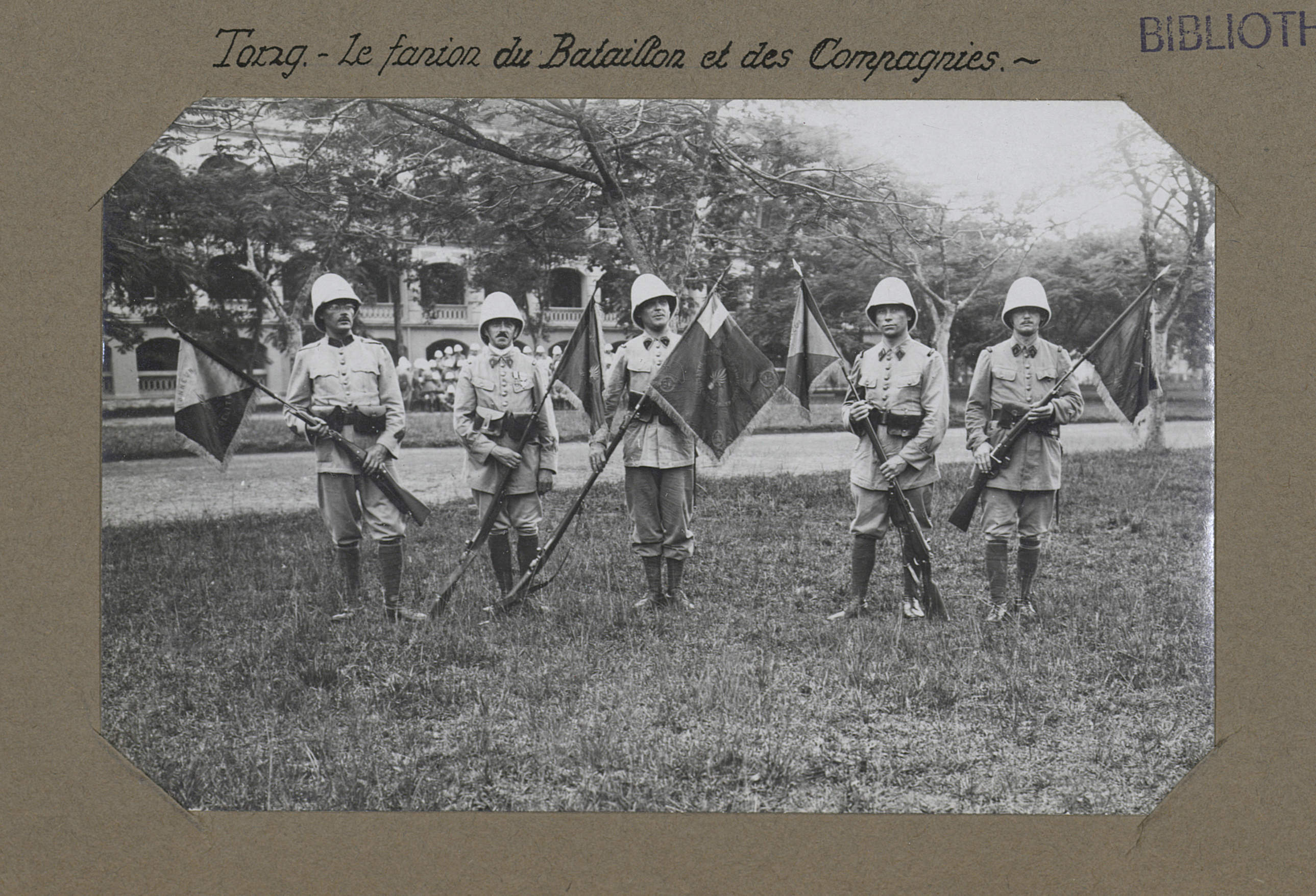
Le 4e bataillon, formant corps, stationné à Tong au Tonkin : fanions du bataillon et des compagnies (14e, 15e, 16e compagnies et compagnie de mitrailleuses), vers 1930.

Le 4e bataillon formant corps est au Tonkin, rejoint par le 9e créé en 1926. Il combat entre 1914 et 1940 les agitateurs annamites au prix de plus de 200 morts.
Le 8e bataillon et la 24e compagnie sont en Syrie. Ils affrontent les Druzes à Messifré et Soueida le 12 septembre 1925. Le 8e bataillon sera cité 2 fois à l'ordre de l'armée (sa première citation fut obtenue alors qu'il appartenait au 4e REI, avant de devenir 8e bataillon du 1er REI).
Les 1er, 2e, 3e, 5e, 6e et 7e ainsi que les unités spécialisées sont en Algérie.
La guerre du Rif : La conquête du Maroc va nécessiter à plusieurs reprises l'engagement des unités du 1er REI et ce dès 1918, en particulier dans la lutte contre Abdelkrim.
Le 9 août 1918, la 2e compagnie montée perd, dans de terribles combats, 49 hommes dont 2 sont morts d'épuisement. Son chef, le capitaine Timm, grièvement blessé à la jambe et au visage, se fait attacher sur un mulet pour continuer à commander. Le 23 juillet 1923, le 6e bataillon attaque le piton de Taghzout et perd 18 hommes, tandis que 36 autres sont blessés.
Le paroxysme de ces interventions est atteint en 1925-1926, lors de la guerre du Rif. Quatre bataillons (1er, 2e, 6e et 7e) et les deux compagnies de sapeurs-pionniers du 1er REI sont engagées (soit 2 000 hommes). Au prix de plus de 400 morts, les bataillons s'illustrent dans de furieux combats au corps à corps bien souvent. Comme le 10 juin 1924 où le corps franc du 6e bataillon est décimé au prix de 4 officiers tués et 60 morts lors d'une opération de nuit pour libérer le poste de Mediouna. Le chef du 2e bataillon, le commandant Deslandre est tué à la tête de ses légionnaires le 18 juillet 1924 près de Tezual.
Le 8 mai 1926, l'offensive générale est déclenchée. Toutes les unités du 1er RE y participent, en particulier les 1er, 2e et 6e bataillons. La victoire est définitive le 26 mai. Pourtant, le chef de bataillon Le Roch trouve la mort dans de violents combats résiduels le 14 juillet à la tête du 1er bataillon, sur les crêtes de Tizi-N'Ouidel.
Les quatre bataillons seront cités à 5 reprises (dont 2 citations pour le 6e bataillon).

### Seconde Guerre mondiale
En 1939, le 1er Etranger dirige sur la France 2 500 cadres et légionnaires sur les 3 000 hommes qui formeront les 11e et 12e REI. Trois anciens chefs de corps du 1er REI commanderont le 11e REI. Ces deux régiments disparaissent lors de la défaite de 1940 au prix de lourdes pertes. Le 11e REI est cité à l'ordre de l'armée, le 12e à l'ordre de la division.
Parallèlement, le 1er bataillon du 1er REI est versé à la 13e DBLE qui part à Narvik en Norvège.
En 1941, deux bataillons du 1er REI et la compagnie hors rang (CHR) constitue la 4e DBLE envoyée au Sénégal. Le 1er REI regonfle ses effectifs en accueillants les rescapes du 6e REI qui se sont battus en Syrie.
En novembre 1942, le 1er Bataillon du 1er REI s'illustre lors de combats contre l'Afrika Korps en Tunisie. Sa 2e compagnie est anéantie dans le Djebel Mansour et se voit citer à l'ordre de l'armée.
Avec le retour de la 4e Demi-brigade de Légion étrangère à Sidi-Bel-Abbès et le début de la campagne de Tunisie en 1943, le 1er REI devient 1er Régiment étranger d'infanterie de marche (1er REIM) le 16 avril 1943. Formé de trois bataillons, il combat et s'illustre au prix de 380 morts en infligeant des pertes sévères à l'ennemi au Pont du Fhas et dans le djebel Zaghouan. Pour son action, il est cité à l'ordre de l'armée, citation qui orne actuellement le drapeau du régiment. Les rescapés du 1er REIM et du 3e REIM vont former de nouveau le fameux RMLE qui participera glorieusement à la libération totale du territoire national.
Le 1er REI cesse d'exister le 30 juin 1943. Ses missions sont assurées par le DCRE à Sidi-Bel-Abbès.

### Guerre d'Indochine
Le 1er Régiment étranger renaît le 1er mai 1946. il participe au travers d'unités de combat spécialisées aux opérations que la Légion va mener jusqu'en 1962 (Compagnies sahariennes portées notamment). Il s'adonne alors pleinement à la sélection, l'instruction des engagés volontaires, l'administration de l'Institution et achemine via le dépôt commun les renforts pour les unités engagées en Indochine. Il ne participera donc pas directement au conflit.
Le 1er septembre 1950, le groupement autonome de la Légion étrangère est créé. C'est l'ancêtre du Commandement de la Légion étrangère actuelle.

### Guerre d'Algérie
Lors du déclenchement des « évènements d'Algérie », le 1er RE comme l'ensemble de la Légion qui vit en Algérie depuis 1831 va participer aux combats qui vont durer jusqu'en 1962 ; Il y perdra 92 officiers, sous-officiers et légionnaires en mettant hors de combat 1 151 rebelles et en récupérant 529 armes individuelles et collectives.
Quelques dates : 18 novembre 1954, mort d'un sous-lieutenant du 3e bataillon de marche dans le djebel Orbata. Le 7 janvier 1958, la 6e compagnie du Centre d'instruction no 2 détruit une bande rebelle au nord-ouest de Franchetti. Le 5 mars 1961, l'État-major tactique du 1er RE aux ordres du chef de bataillon Fournier est engagé dans la région de Sebdou puis sur la piste de Djilali. la section d'élèves sous-officiers de l'adjudant-chef Kemenceî se heurte aux rebelles et en abat 24, au prix de 2 tués. Le 11 août 1961, des rebelles s'infiltrent dans Sidi-Bel-Abbès. Repérés, ils se retranchent dans une maison. Les légionnaires du 1er RE donnent l'assaut au prix de 3 morts, dont le légionnaire Zimmermann qui sera le dernier légionnaire tué sur le sol d'Algérie.
Le départ : le 29 septembre 1962, les corps du général Rollet, du chef de bataillon (prince) Aage de Danemark et du légionnaire Zimmermann (représentant l'ensemble des légionnaires morts sur cette terre d'Algérie) sont transférés au cimetière de Puyloubier (Bouches du Rhône). 24 octobre 1962 : cérémonie de départ au pied du Monument aux Morts (qui sera démonté et rapatrié sur Aubagne). Les pavillons noirs rapportés de Tuyen-Quang en 1885 par le capitaine Borelli sont brûlés en application de ses souhaits de ne jamais les voir quitter Sidi-Bel-Abbès. 26 octobre : départ de Bel-Abbès.
Le 1er Etranger va néanmoins conserver des unités au Sahara en vertu des accords d'Evian (défense du site nucléaire de Reggane). Les derniers légionnaires de ces compagnies sahariennes regagneront Aubagne en 1969 et seront notamment cantonnés à Bousfer (avec le 2e REP et le 1er REC qui en partiront en 1967).

### Depuis 1962
Le 15 juillet 1962, les précurseurs arrivent au camp de la Demande à Aubagne, qui va devenir le quartier Vienot. Le colonel Vaillant, chef de corps, débarque avec le drapeau le 26 octobre 1962.
Le 29 avril 1963, la première veillée de Camerone en métropole a lieu à Gémenos, petit village situé près d'Aubagne. Le 30 avril se déroule l'inauguration du Monument aux Morts rapatrié d'Algérie et la célébration du centenaire du combat de Camerone avec défilé sur la Canebière à Marseille.
Le Groupement d'instruction (GILE) s'implante quant à lui à Corte (Haute-Corse) et à Bonifacio (Corse du Sud).
1er octobre 1969 : la compagnie motorisée de la Légion étrangère (CMLE) du 1er RE est mise sur pied à Corte. Elle est déployée au Tchad à l'occasion de l'opération Tacaud. Elle déplorera 6 morts au combat aux côtés du 2e REP jusqu'à son désengagement en 1970. Elle devient la 6e compagnie du Groupement opérationnel (GOLE, crée le 9 mars 1971).
Le 1er RE se scinde en deux pour redonner naissance au 2e REI, qui récupère le GILE et le GOLE stationnés en Corse.
1er juillet 1981 : création de la 31e Brigade dont le 1er RE fera partie. Une unité est déployée au Liban dans le cadre de la FMSB de mai à septembre 1983 (Élément de commandement et de soutien immédiat, de la valeur d'une compagnie).
Septembre 1990 à avril 1991 : le 1er RE engage un peloton de transport dans le cadre de l'opération Daguet dans le Golfe.
Depuis 1991, le régiment fournit régulièrement des renforts aux unités de Légion déployées en opération extérieures et intérieures (notamment Opération Sentinelle depuis 2015).

## Traditions

### Insigne

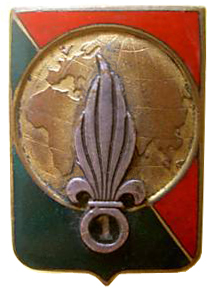
Insigne du 1er REI (1950-1955)
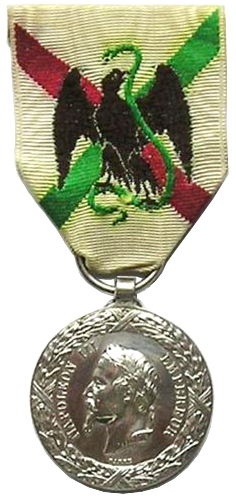
Médaille de l'expédition du Mexique
Drapeau du Mexique
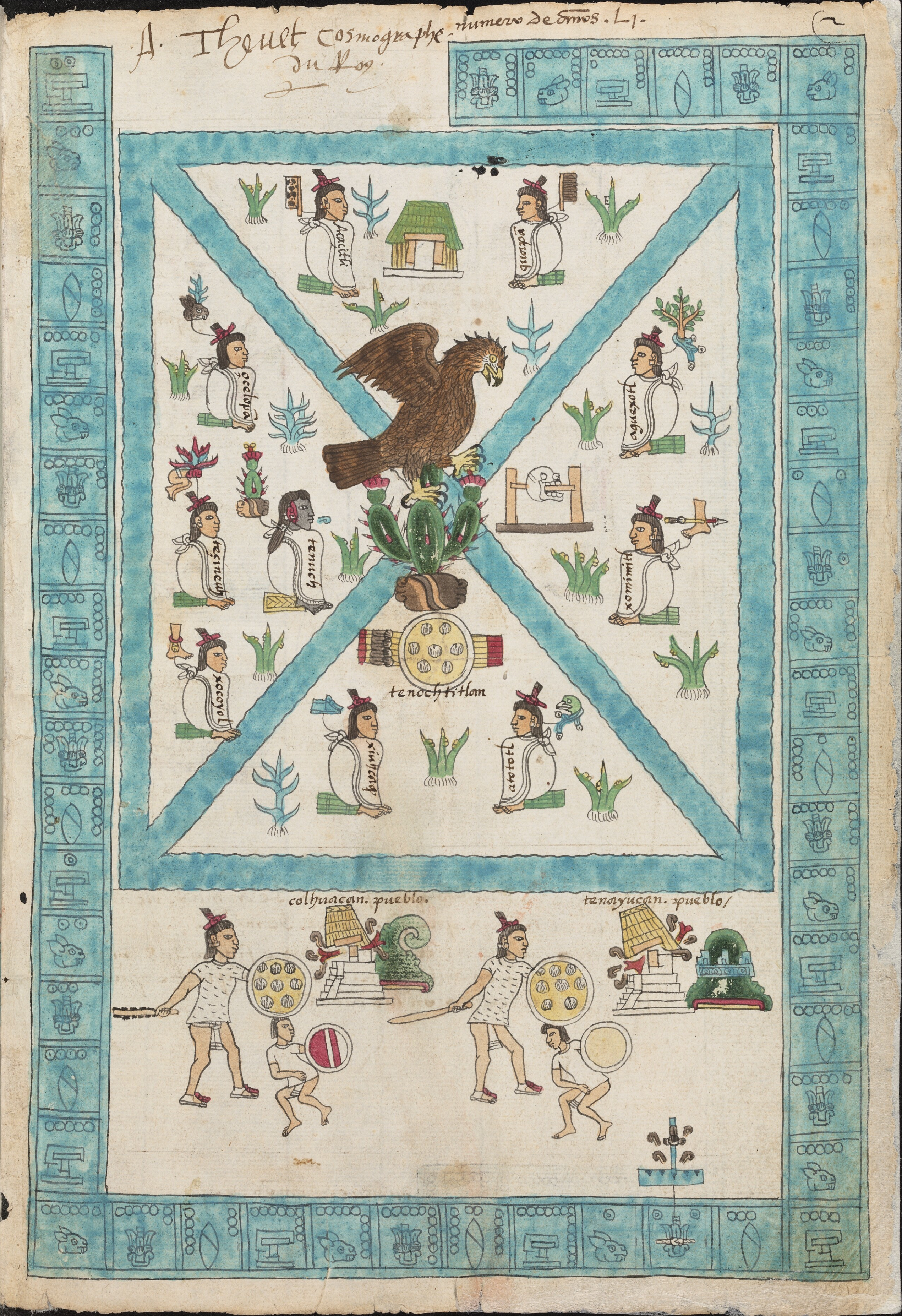
Codex de Mendoza

Ce premier insigne du 1er REI (1950-1955) reprend la symbolique de la Légion étrangère avec la grenade à sept flammes et les couleurs vert et rouge. Le numéro du régiment est indiqué dans la bombe tandis que le globe rappelle celui du monument aux morts de la Légion étrangère à Sidi Bel Abbès.
L'insigne actuel du 1er RE reprend la symbolique du ruban de la médaille commémorative de l'expédition du Mexique créée en 1863. Cet insigne était initialement destiné à la 3e compagnie du 4e régiment étranger (1936). Il devient en 1950, l'insigne du GALE (groupement autonome de la Légion étrangère) puis enfin en 1955 celui du 1er RE.
Il s'agit d'un losange blanc sur lequel figurent les armes du Mexique (un circaète noir tenant dans ses serres un serpent vert) et une croix de Saint-André aux couleurs de la Légion et du Mexique (le vert et le rouge).
Cette symbolique du Mexique serait elle-même héritée d'une légende Aztèque concernant la fondation de Tenochtitlan. La croix est d'ailleurs présente sur le Codex de Mendoza (Cf. article sur les Emblème du Mexique).

### Drapeau

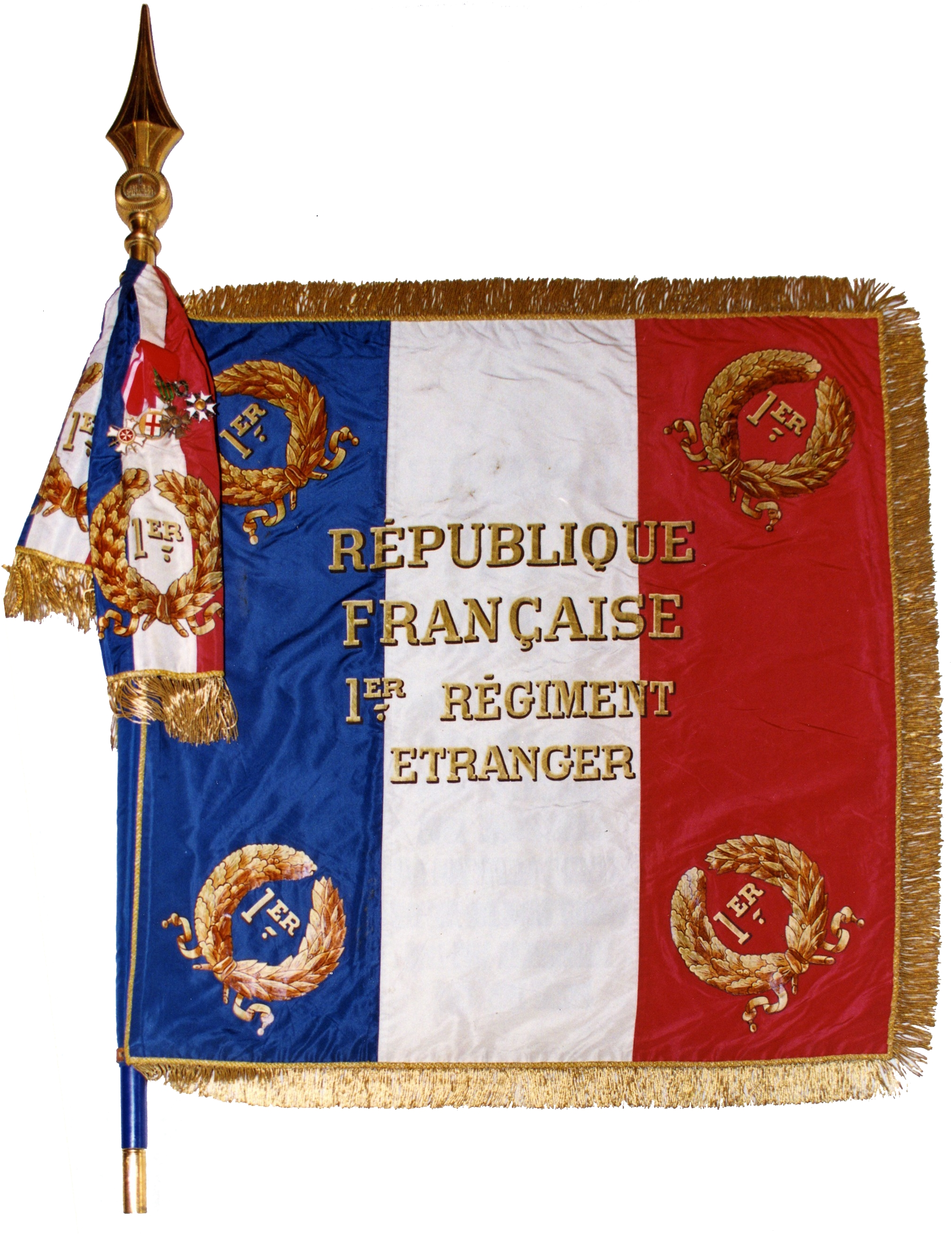
Recto du drapeau du régiment
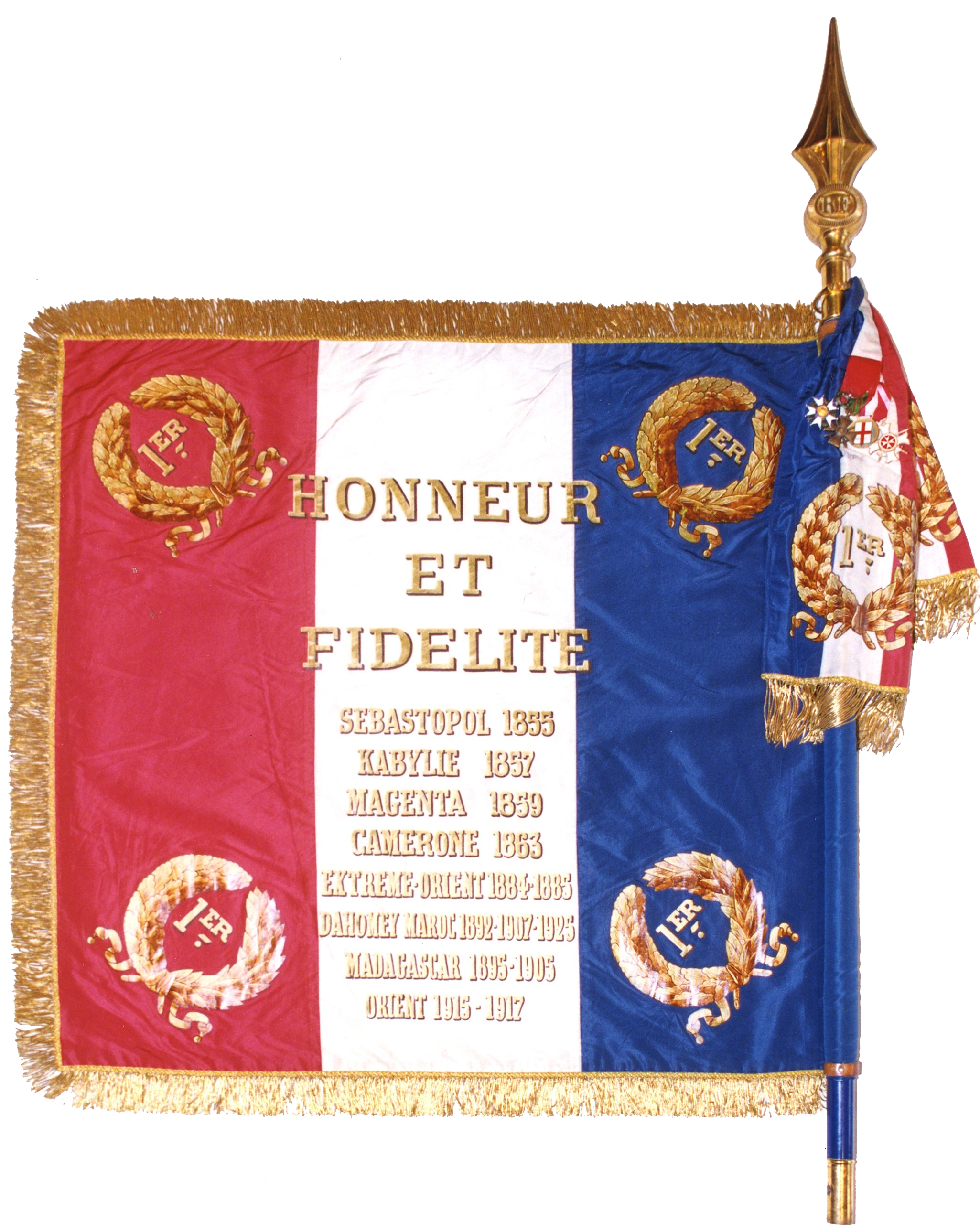
Verso du drapeau du régiment

Il porte, cousues en lettres d'or dans ses plis, les inscriptions suivantes, :
- Sébastopol 1855
- Kabylie 1857
- Magenta 1859
- Camerone 1863
- Coulmiers 1870
- Extrême-Orient1884-1885
- Dahomey 1892-Maroc 1907-1925
- Madagascar 1895-1905 (en)
- Orient 1915-1917
- AFN 1952-1962

### Décorations
Le drapeau du régiment est décoré de :
- la Croix de la Légion d'honneur depuis le 28 avril 1906
- de la Croix de guerre 1939-1945 avec une palme
- de la Croix de guerre des théâtres d'opérations extérieurs (TOE) avec 2 palmes au titre des actions du 6e bataillon au Maroc (guerre du Rif) 1925-1926
- de la fourragère aux couleurs de la croix de croix de guerre des TOE[6]
- la Médaille d'or de la ville de Milan depuis le 9 mars 1909
- la Croix avec épées pro Merito Melitensi de l'ordre souverain de Malte

## Faits d'armes faisant particulièrement honneur au régiment
- Siège de Sébastopol (1854)
- Bataille de Magenta (1859)
- Bataille de Camerone (1863)

## Personnalités ayant servi au sein du régiment

### Compagnon de la Libération
- Gabriel Bablon (1905-1956)
- Joseph Bakos (1902-1944)
- Henri Bénévène (1906-1945)
- Dino Del Favero (1910-1941)
- Hermann Eckstein (1903-1976)
- Jean Kerléo (1909-1950)
- Michel Larine (1906-1942)
- Édouard Laurent (1896-1972)
- René Mondenx (1911-1971)
- René Morel (1908-1974)
- Louis Nicolas (1913-1975)
- Jacques Renard (1902-1980)
- Josef Rysavy (1904-1946)
- Alexandre Ter Sarkissoff (1911-1991)
- Georges Ungerman (1915-1998)

### Autres personnalités
- Eugene Bullard, (1895-1961) pilote afro-américain dans l'armée française durant le premier conflit mondial.
- Capitaine Jean Danjou, tué à  Camerone au Mexique en 1863.
- Alphonse Charles Delebecque, capitaine au 1er RE lors de la conquête de l'Algérie
- Joseph Arthur Dufaure du Bessol alors capitaine
- François Faber, coureur cycliste luxembourgeois, tué dans le Pas-de-Calais, en 1915, durant le premier conflit mondial.
- Siegfried Freytag, as de l'aviation allemande
- le général de brigade Peppino Garibaldi avec ses 5 frères, dont deux meurent lors des combats en Argonne en 1915
- Lord Kitchener of Khartoum
- Louis de la Salle (1872-1915), poète, lieutenant au régiment tué le 7 octobre 1915 à Souain. Son nom est inscrit au Panthéon parmi les 560 écrivains morts au combat pendant la Première Guerre mondiale.
- Général Marie Théodule Leschères (1836-1906), alors lieutenant-colonel[7]
- Major Gérald Michiara, champion de boxe
- Sous-lieutenant Adolphe Vincent, blessé au Tonkin
- Adhémar Passérieu (1841-1909), alors sous-lieutenant puis capitaine
- Pierre Ier de Serbie

## Le régiment aujourd'hui

### Missions
La mission principale du régiment est de soutenir le commandement de la Légion étrangère qui est chargé de la gestion administrative de toute la Légion, et des spécificités qui y sont rattachées.

### Organisation
Le 1er régiment étranger est articulé en trois compagnies d'effectifs très variables :
- La CCSR, ou compagnie de commandement et des services régimentaire, regroupe tous les services contribuant au bon fonctionnement de la vie quotidienne de l'unité (cuisines, infirmerie, ateliers mécaniques, pionniers, etc.) ;
- La CSLE ou compagnie des services de la Légion étrangère, compte quant à elle les services propres au fonctionnement de la Légion en général (division des ressources humaines, de la sécurité, histoire et patrimoine, communication, musique de la Légion étrangère, etc.) ;
- La CAPLE ou compagnie administrative de la Légion étrangère s'occupe plus particulièrement de l'accueil des candidats à l'engagement, de la sélection, de l'administration du personnel « hors corps » (grands malades, etc.). Elle comptait aussi en son sein l'équipe de cross jusqu'en 2012 avant que celle-ci ne disparaisse au profit d'une section du club sportif[8].

Le régiment a la particularité d'avoir plusieurs emprises :
- l'Institution des invalides de la Légion étrangère (IILE) à Puyloubier (Bouches-du-Rhône) accueille les anciens dans une structure médicalisée leur permettant, pour les plus valides, de continuer à travailler ;
- le Centre d'hébergement et d'accueil de la Légion étrangère (CHALE) à La Ciotat (Bouches-du-Rhône) qui permet d'héberger les légionnaires en permission longue durée avec ou sans leurs familles ;
- le Centre de Convalescence et des permissionnaires de la Légion étrangère de La Malmousque (CCPLEM) à Marseille (Bouches-du-Rhône) qui accueille les légionnaires blessés et permissionnaires célibataires.
- la Maison du Légionnaire à Auriol (13) qui accueille des anciens légionnaires valides en pension complète. Cette Maison a été fondée en 1934 par le Général Rollet

### Matériels
Le 1er RE est un régiment à vocation administrative qui n'a pas de matériels majeurs.

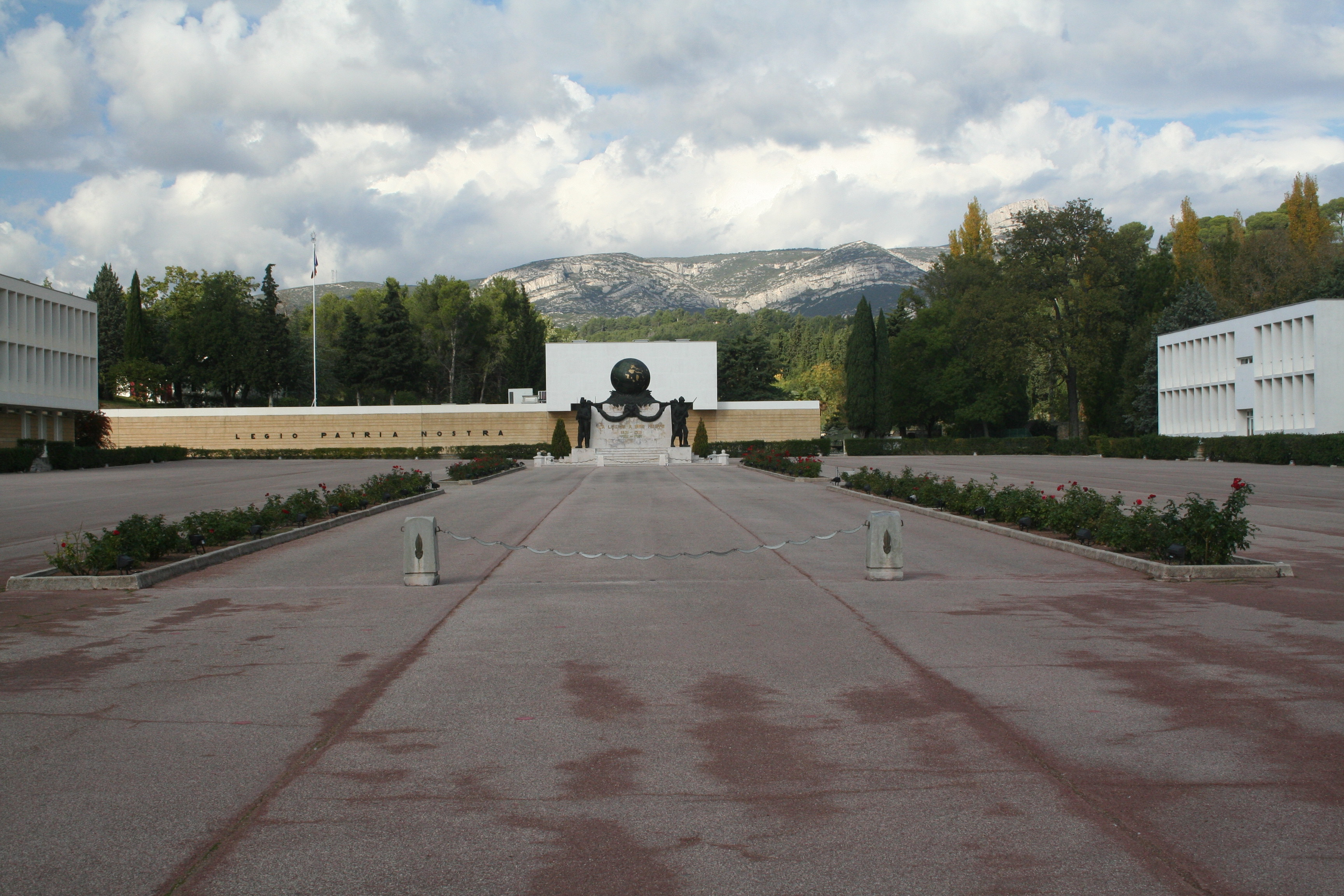
La place d'armes du quartier Vienot à Aubagne
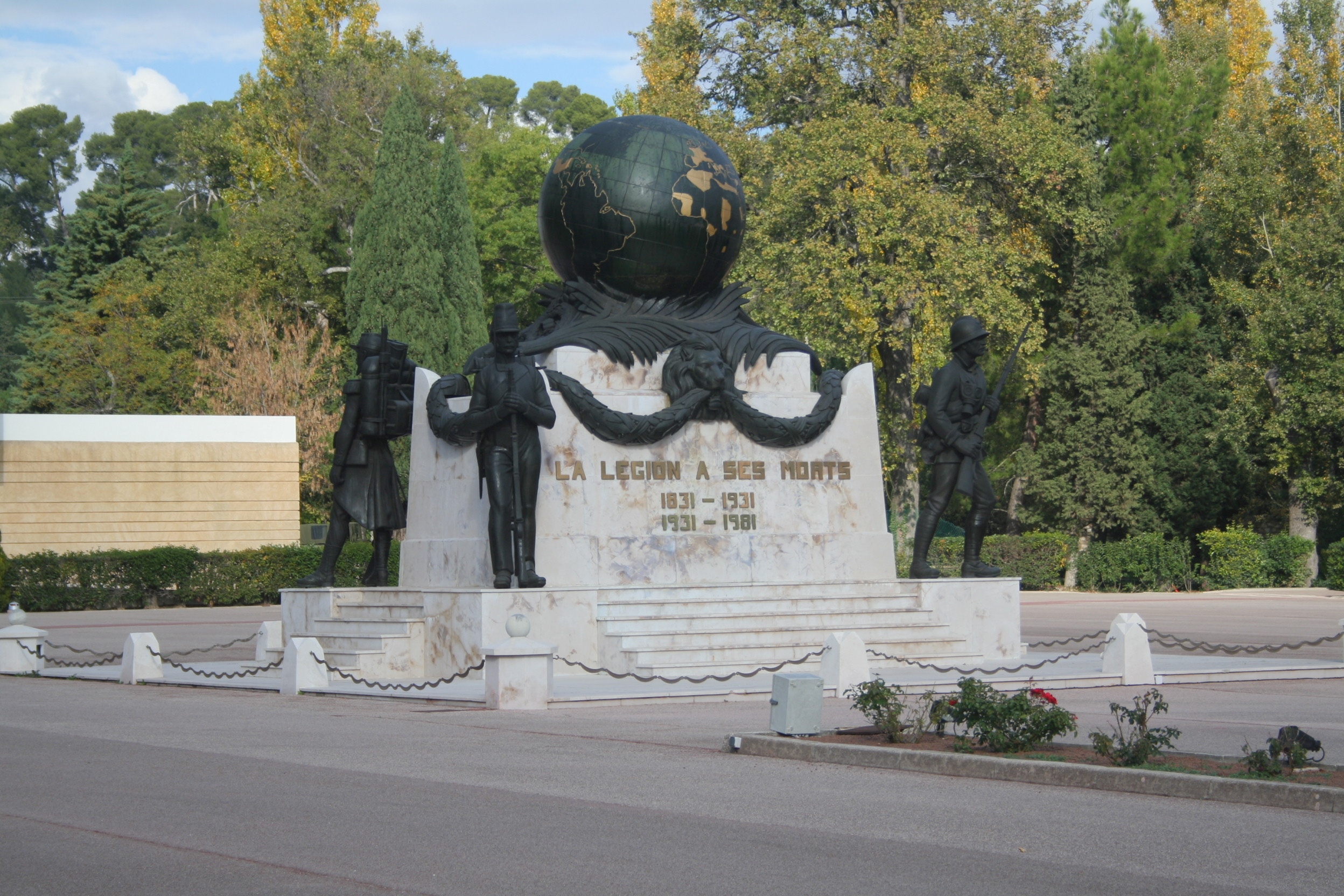
Le monument aux morts de la Légion étrangère à Aubagne
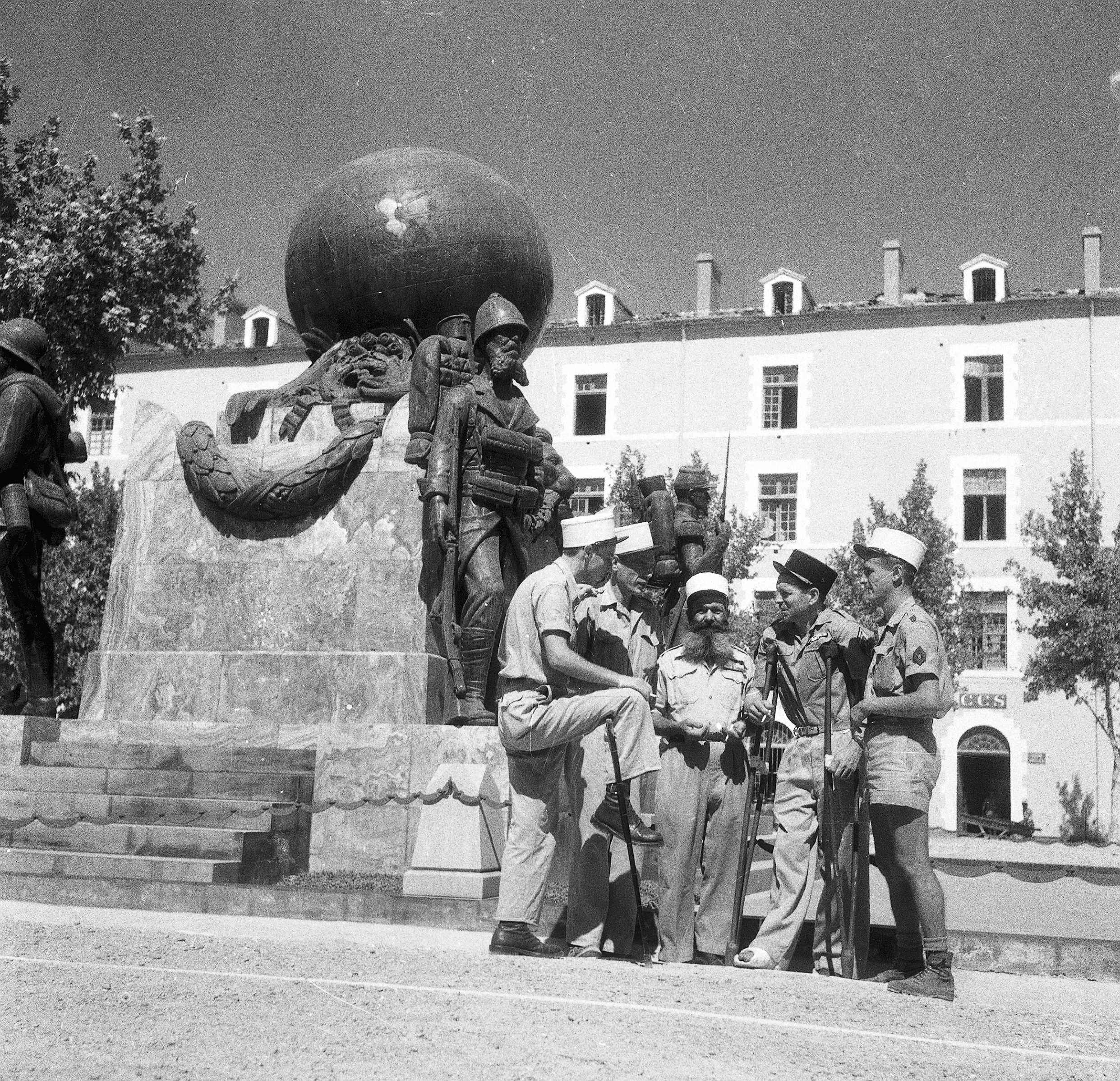
Le monument aux morts de la Légion étrangère à Sidi bel Abbès